# Lagardelle-sur-Lèze
Lagardelle-sur-Lèze (okzitanisch: La Gardèla de Lesa) ist eine französische Gemeinde mit 3.304 Einwohnern (Stand: 1. Januar 2022) im Département Haute-Garonne in der Region Okzitanien. Lagardelle-sur-Lèze gehört zum Arrondissement Muret und zum Kanton Portet-sur-Garonne. Die Bewohner werden Lagardellois(es) genannt.

## Geographie
Lagardelle-sur-Lèze liegt etwa 25 Kilometer südlich von Toulouse am Fluss Lèze. Umgeben wird Lagardelle-sur-Lèze von den Nachbargemeinden Labarthe-sur-Lèze im Norden, Vernet im Osten und Nordosten, Miremont im Süden und Südosten, Beaumont-sur-Lèze im Südwesten sowie Eaunes im Westen und Nordwesten.

## Bevölkerungsentwicklung
| Jahr                      | 1962 | 1968 | 1975 | 1982 | 1990 | 1999 | 2006 | 2017 |
| Einwohner                 | 587  | 610  | 914  | 1139 | 1823 | 2181 | 2433 | 3045 |
| Quelle: Cassini und INSEE |      |      |      |      |      |      |      |      |

## Sehenswürdigkeiten
- Kirche Notre-Dame-de-l’Assomption aus dem 12. Jahrhundert
- Pfarrhaus, 1850 erbaut
- Kapelle Notre-Dame-de-la-Paix
- Altes Rathaus, 1788 errichtet
- Schloss Les Sœurs aus dem 16. Jahrhundert
- Schloss Redon aus dem 18. Jahrhundert
- Schloss Le Vignaou, Ende des 18. Jahrhunderts erbaut
- Brücke von Le Rouquadou über die Lèze
- Wasser- und Windmühle